# 清华大学航天航空学院工程力学系
清华大学航天航空学院工程力学系，简称工力系/DEM，是清华大学航天航空学院下属的一个系。清华工程力学的教学由钱学森在1957年初倡导开展。

## 历史
- 1957年初，在钱学森倡导下，成立工程力学研究班，由钱伟长任班主任，共办三届。[1]
- 1958年7月3日，正式成立工程力学数学系，设流体力学、固体力学和计算数学三个专业。
- 1959年底，将动力机械系的工程热物理专业调入。
- 1961年，新增固体力学专业、一般力学专门化。
- 1969年起，将计算数学方向调整至计算机科学与技术系和应用数学系，一般力学方向调整到精密仪器系。系更名工程力学系。
- 1978年，一般力学专业调回。后各专业经历多次更迭。
- 1985年，流体力学和固体力学专业合并为工程力学专业。
- 1999年，工程力学系迁入逸夫技术科学楼。
- 2004年，从机械工程学院转为隶属新成立的清华大学航天航空学院。

## 机构设置
- 固体力学研究所
- 流体力学研究所
- 工程热物理研究所
- 生物力学与医学工程研究所